# Margarida Corte Real
Margarida Corte Real, född 1570, död efter 1613, var major-kapten (guvernör) för den portugisiska ön Angra do Heroísmo och Praia da Vitória 1581–1613.  Hon ärvde ämbetet av sin far, men utövade det tillsammans med sin make, som blev majorkapten genom äktenskap.  